# Within Our Gates
Within Our Gates är en amerikansk dramafilm från 1920 i regi av Oscar Micheaux. Filmen skildrar den samtida situationen för svarta i USA i början av 1900-talet, tiden för Jim Crow-lagarna, Ku Klux Klans pånyttfödelse, då många svarta migrerade till städer norrut. Men också framväxten av ett motstånd, att inte tyst underkasta sig segregationslagarna. Filmen var en del av en genre, så kallade rasfilmer.
Filmen är den äldsta kända bevarade filmen producerad, skriven och regisserad av en afroamerikansk regissör. Filmen hade premiär fem år efter D.W. Griffiths Nationens födelse och har av kritiker betraktats som en respons på Griffiths skildring av svarta, sydstatskulturen, vit makt och företeelser som lynchning.

## Rollista (i urval)
- Evelyn Preer – Sylvia Landry
- Floy Clements – Alma Prichard
- James D. Ruffin – Conrad Drebert, Sylvias fästman
- Jack Chenault – Larry Prichard, Almas styvbror
- William Smith – Philip Gentry, en detektiv
- Charles D. Lucas – Dr. V. Vivian
- Bernice Ladd – Mrs. Geraldine Stratton
- Mrs. Evelyn – Mrs. Elena Warwick
- William Starks – Jasper Landry
- Ralph Johnson – Philip Gridlestone
- E. G. Tatum – Efrem
- Grant Edwards – Emil
- Grant Gorman – Armand Gridlestone